# Bucchero

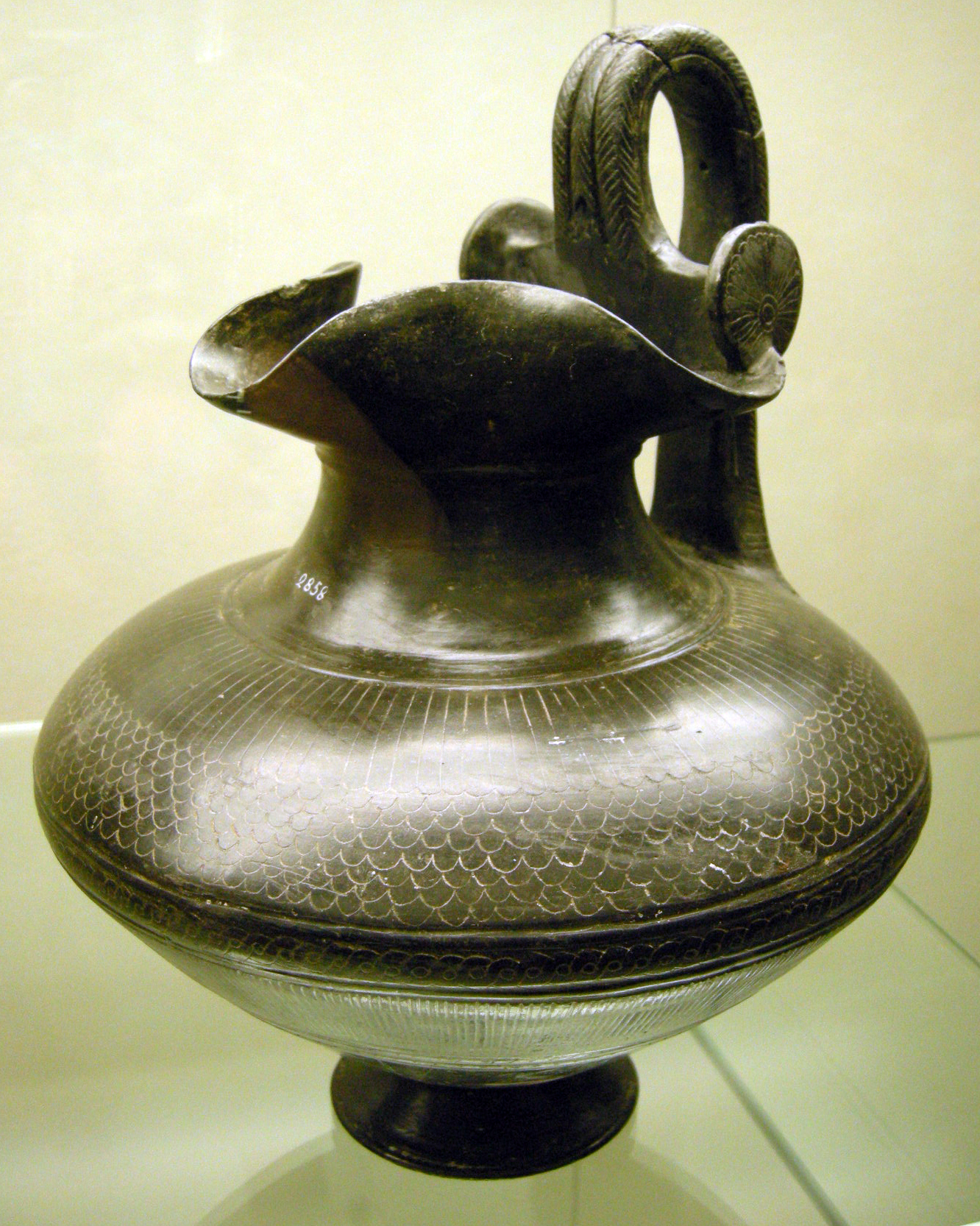
Oinochoe in bucchero

Il bùcchero è un tipo di ceramica nera e lucida, di frequente sottile e leggerissima, prodotta dagli Etruschi per realizzare vasi.
La caratteristica più evidente di questa tipologia di ceramica è la colorazione completamente nera che veniva ottenuta mediante una cottura particolare. Il bucchero fu utilizzato in Etruria dal secondo quarto del VII secolo a.C. alla prima metà del V secolo a.C..
Il bucchero etrusco è stato ritrovato sulla costa gallo-iberica, a Cartagine, in Magna Grecia, in Grecia, nel Basso Egitto e in Sardegna, Sicilia e Cipro. Inoltre, un bucchero eoliano, caratterizzato da uno stile semplice e grigio chiaro, compare nell'Eolide, cioè soprattutto nell'isola di Lemno con la sua polis più importante Mitilene, e a Lesbo nel VII e all'inizio del VI secolo a.C..
Il termine bucchero deriva dal castigliano "bùcaro", con il quale si definirono alcuni vasi giunti dall'America meridionale più o meno nello stesso periodo dei primi ritrovamenti nei siti archeologici etruschi.

## Manifattura
Gli oggetti foggiati ed essiccati all'aria venivano cotti in forni adatti a produrre un'atmosfera interna fortemente riducente (cioè priva di ossigeno) e, grazie alle reazioni chimiche che in quelle condizioni di cottura si sviluppavano, gli oggetti assumevano la colorazione nera (trasformazione dell'ossido ferrico dell'argilla in ossido ferroso) che li distingue da qualsiasi altro tipo di terracotta.

## Il bucchero etrusco
Il precedente locale del bucchero etrusco è la ceramica nero-lucida d'impasto, documentata a partire dall'età del bronzo, dalla quale il bucchero si sviluppa attraverso un processo di perfezionamento nella tecnica di depurazione e ossidazione. All'inizio, nel VII secolo a.C., si hanno ancora esempi di riduzione parziale, con terrecotte di colore bruno e più chiare in frattura. Gli esemplari migliori per questo tipo di cottura vanno dal grigio scuro al nero (forse procurato aggiungendo carbone all'argilla). I primi esempi di bucchero sono apparsi a Caere nel sud dell'Etruria; lo stadio più antico, del secondo quarto del VII secolo a.C., è il più curato e forse il prodotto di una singola bottega. Le pareti raggiungono la sottigliezza del protocorinzio e la superficie è di un nero profondo con un alto grado di brillantezza. Dopo il 650 a.C. la novità ceretana viene adottata da nuovi laboratori nel resto dell'Etruria (Veio, Tarquinia, Vulci) fino a raggiungere il Lazio e la Campania; le botteghe dell'Etruria centro-settentrionale si distinguono soprattutto per la produzione di quello che viene chiamato "bucchero pesante" (dal secondo quarto del VI all'inizio del V secolo a.C.), caratterizzato da pareti spesse e decorazione plastica a rilievo e tutto tondo. Contestualmente diminuisce la qualità dei vasi che acquisiscono pareti più spesse, colorazione più chiara e opaca, decorazioni semplificate; Caere mantiene la supremazia nella produzione del bucchero, ma non la qualità tecnica e artistica del primo periodo.
Il bucchero etrusco fu esportato nel Mediterraneo soprattutto per quanto riguarda alcune forme (oinochoai, kantharoi, calici), con una fase intensa tra VII e VI secolo a.C.

### Forme
Tra le forme più frequenti si trova l'anfora che si presenta tipicamente di piccole dimensioni con collo alto, largo alla base e stretto nella parte alta, con manici a nastro che vanno dalla spalla al labbro, corpo globulare all'inizio e ovoidale nella forma evoluta che confluisce nel secondo quarto del VI secolo a.C. nella forma dell'anfora nicostenica. Diffuse sono anche l'oinochoe (vaso simile alla brocca utilizzato per versare vino e acqua) in forme svariate, l'olpe, con funzione simile all'oinochoe, lo skyphos (coppa) derivato dal protocorinzio, il kotyle che non sopravvive però al VII secolo a.C., il calice, con le pareti spesse e senza anse, labbro alto e ciotola bassa, il kantharos che ripete la forma del calice al quale aggiunge alte anse a nastro (presenti anche nel kyathos) e che è popolare dall'ultimo quarto del VII secolo a.C. fino alla metà del VI, la kylix (coppa per il vino). Alcune di queste forme hanno precedenti nella ceramica greca mentre altre nascono da tradizioni locali o da importazioni orientali.

### Decorazioni
Nel bucchero etrusco la forma ha più importanza di qualunque altro effetto decorativo, tuttavia fin dalla fase antica per le decorazioni si utilizzano il rilievo, le incisioni e la decorazione a stampo, che termina alla fine del VII secolo a.C., applicati agli ornamenti come ai fregi continui animalistici o con figure umane; a partire dal "bucchero di transizione" (625-575 a.C.) si applicano disegni a stampo mediante cilindretti fatti ruotare sulla superficie ancora molle del vaso. La decorazione plastica a tutto tondo (come le statuette di sostegno per il calice) si trova a Chiusi, Chianciano Terme, Orvieto, Vulci e Tarquinia, nel "bucchero pesante" di VI e V secolo a.C. I motivi decorativi più comuni sono la doppia spirale, i ventagli, le striature verticali e i raggi. I modelli per il bucchero etrusco, incisioni o rilievi, sono corinzi, all'inizio mescolati con influenze orientali dirette e a partire da lavori in metallo. Rari gli esemplari di bucchero con decorazione argentata, a incavo e colorati, con aggiunte, dopo la cottura, in bianco, porpora, blu o verde, questi ultimi datati al terzo quarto del VI secolo a.C. e limitati alle anfore nicosteniche.